# Esciádio

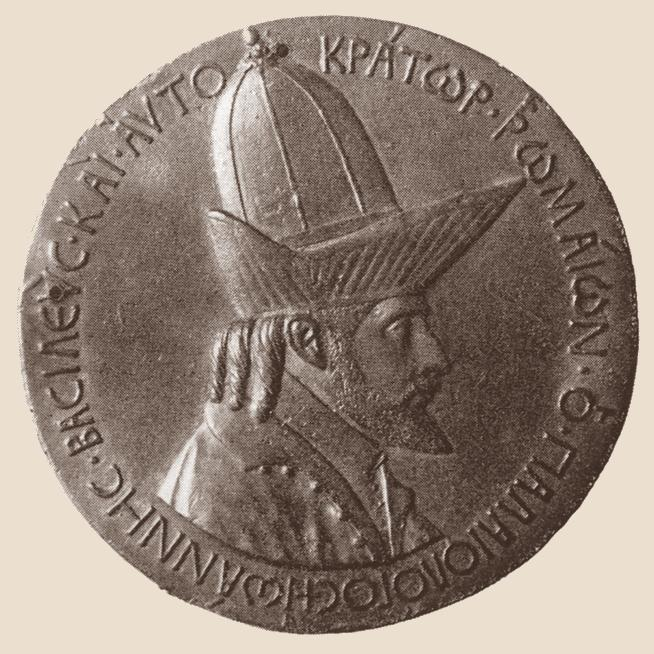
Medalha de Pisanello do imperador r.. Hoje no Museu Britânico

Esciádio (em grego: Σκιάδ(ε)ιον; romaniz.: skiád(e)ion, de σκιά, "sombra") era um tipo de chapéu utilizado na corte do Império Bizantino. Na Antiguidade, o termo originalmente designou uma sombrinha ou pára-sol, mas segundo o escoliasta Teócrito e o lexicógrafo do século V/VI Hesíquio de Alexandria  posteriormente adquiriu o sentido de chapéu cônico com uma borda ampla. No século XIV, segundo pseudo-Codino, o termo designou o tipo de chapéu utilizado pelo imperador e muitos de seus cortesãos. Foi fabricado com tecidos distintos (ouro e vermelho, ouro-bordado ou amplamente bordado) e estes denotaram a posição do portador; os déspotas, por exemplo, possuíam esciádios cobertos com cruzes de pérolas. Segundo Simeão de Salonica (século XIV) ele era vestido por diáconos e sacerdotes, senadores e o imperador.
Com base na afirmação de Codino de que o grande logóteta também utilizou o esciádio, alguns autores associaram-o ao tocado utilizado por Teodoro Metoquita num mosaico na Igreja de Chora. Esse tocado tem faixas verticais em ouro delineadas em vermelho e foi aparentemente feito de seda estirada sobre alguma espécie de armadura interna. Coube justo sobre a borda, mas alargou dramaticamente, curvando para a frente contra o topo. Outros chapéus em forma de colmeia aparecem em representações de oficiais cortesãos e cantores dos séculos XI-XII. Outros estudiosos associam-o ao chapéu cônico ou piramidal com borda larga comum em retratos italianos de João VIII Paleólogo. 